# Carlos Floriano
Carlos Javier Floriano Corrales, né le 12 février 1967, est un homme politique espagnol membre du Parti populaire (PP).
Il est élu député de la circonscription de Cáceres lors des élections générales de mars 2008.

## Biographie

### Vie privée
Il est marié et père de deux enfants. 

### Profession
Il possède un doctorat en droit et est professeur titulaire en économie appliquée.

### Activités politiques
Il est président régional du Parti populaire d'Estrémadure de 2000 à 2008 et sénateur de 2003 à 2008, désigné par l'Assemblée d'Estrémadure. Il est secrétaire national à la Communication de 2008 à 2012 et vice-secrétaire général délégué à l'Organisation et aux Élections de 2012 à 2015.
Le 9 mars 2008, il est élu député pour Cáceres au Congrès des députés et réélu en 2011, 2015 et 2016.